# Hans Staden
Hans Staden (1525/1528 ves Staden v Hesensku — 1576 Wolfhagen) byl německý voják a námořník, který se dostal až do Jižní Ameriky. Při jedné ze svých cest byl zajat indiánským kmenem Tupinambů sídlícím při ústí řeky Paraná v oblasti dnešních států Brazílie a Argentina a který praktikoval kanibalismus. Po dobrodružném útěku a návratu do Evropy napsal cestopis, který se díky atraktivnímu tématu rychle rozšířil po celé Evropě.

## Mládí
Brzy po narození se jeho rodina přestěhovala do města Homberg, kde malý Hans navštěvoval městskou školu a kde se též prostřednictvím svého učitele Leonharta Crispina seznámil s reformací. Jako přesvědčený luterán se později pravděpodobně zúčastnil šmalkaldské války, možná i bojů proti Turkům. Po bitvě u Mühlberka, po níž následovala v Říši násilná rekatolizace, odešel mladý Staden ze své vlasti a vydal se přes Brémy a Holandsko do Lisabonu, kde byl rozhodnut plavit se do Indie. Portugalské královské loďstvo však nedávno odplulo, a tak nakonec přijal v dubnu r. 1548 místo jako dělostřelec na portugalské lodi mířící do Nového světa.

## Dvě cesty do Brazílie

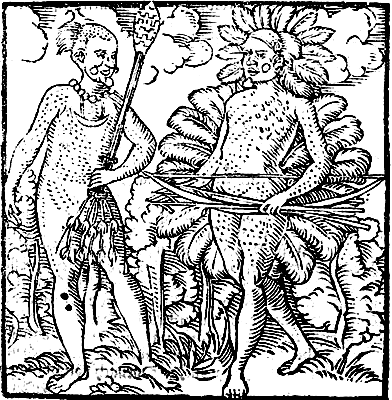
Tupinambové ozdobení peřím. Dřevoryt se Stadenova cestopisu.

Do Nového světa, přesněji na území dnešního brazilského státu Pernambuco, přijel Hans Staden pravděpodobně na začátku roku 1549. Loď, která sem Stadena dopravila, měla za úkol jednak přivážet do kolonií odsouzence, kteří by v koloniích pracovali, a zároveň naložit vzácné brazilské dřevo (Caesalpinia echinata), které na oplátku odvážely do Evropy.
Guvernér Pernambuca, Duarte da Costa, však v té době čelil vzpouře domorodého obyvatelstva, a tak požádal členy posádky, mezi nimi též Hanse Stadena, o pomoc při potlačení rebelie. Loď proto zamířila k pevnosti Igaraçu, ležící nedaleko sídelního města Olinda, a tam se těchto asi 40 námořníků přidali ke zhruba sto dvaceti obráncům. Po zuřivém boji, ve kterém čelili asi osmitisícové přesile indiánů, se obráncům podařilo Indiány porazit. Pár dní nato nastoupil Staden na francouzskou loď a 8. října 1549 přistál v Lisabonu.
Příštího roku (1550) se Staden opět vydal k brazilským břehům, tentokrát se však dostal až na jih, na území poblíž dnešního Ria de Janeira. 
Po násilných střetech s domorodými obyvateli a poté, co jeho loď ztroskotala v silné bouři, se Stadenovi podařilo zachránit v pevnosti sv. Filipa u osady Bertioga.
Jednoho dne byl při lovu Staden zajat kmenem Tupinambá, indiány sídlící v této oblasti. Jelikož se jednalo o lidožrouty, byl Staden po celou dobu svého vězení v nebezpečí, že bude zabit a rituálně sněden. Se Stadenem bylo zacházeno jako s pouhou věcí, přičemž několikrát dokonce změnila „majitele“.
Přestože se mu několikrát podařilo jednat s francouzskými a španělskými námořníky, odmítli jakkoliv mu pomoct, jelikož se nechtěli dostat do konfliktu s indiány. Nakonec byl zachráněn francouzským korzárem Guillaumem Monetem, po více než devíti měsících v zajetí.

## Pravdivá historie
Pravdivá historie a popis země nahých a strašlivých lidožroutských divochů, nalézající se v novém světě Americe (Warhaftige Historia und beschreibung eyner landtschafft der Wilnen Nacketen Grimmigen Menschfresser Leuthen in der Newenwelt America), kterou vydal Staden r. 1557 (dva roky po svém návratu do Německa) s pomocí dr. Johanna Dryandera v Marburgu, se prakticky ihned po svém vydání stala evropským bestsellerem. Příběh dobrodruha, který byl zajat lidožrouty v daleké Americe byl brzy přeložen i do dalších jazyků – do francouzštiny, španělštiny i italštiny.

## Další zpracování
- Hans Staden – Lá Vem Nossa Comida Pulando (Hans Staden – Tamhle k nám skáče naše jídlo), film z roku 1999, režie Luis Alberto Pereira. Film má tu zvláštnost, že každá postava mluví tak, jak by ve skutečnosti mluvila (Staden v ich-formě mluví německy, Tupinambové mezi sebou i na Stadena starým tupíjským jazykem (později jím mluví i sám Staden), francouzští vojáci pak francouzsky.
- Hans Staden – komiks z r. 2010.